# Van Egdom
Van Egdom was een fabrikant van allerhande waterattracties en waterspeeltuinen, gevestigd in De Meern. Het bedrijf is opgericht in 1963 en vooral gespecialiseerd in waterglijbanen en waterspeelplaatsen of sprayparken.
De onderneming is in 2023 failliet verklaard, de polyester mallen van Van Egdom werden daarna overgenomen en naderhand bijna allemaal vernietigd door Wiegand - een fabrikant van edelstaal (water)glijbanen en rodelbanen. Een groot deel van het personeel kon in dienst komen van AVASTO Recreatietechniek in Oudewater.

## Glijbanenaanbod
Het bedrijf maakt op de eigen website een onderverdeling slides en rides. Onder slides worden waterglijbanen voor zwembaden en waterparken verstaan, waar de bezoeker een zwembroek of badpak voor nodig heeft. Onder rides worden waterglijbanen als attracties voor attractieparken bedoeld. Hierbij leggen bezoekers het traject af in een bootje of slee, zodat ze niet al te nat worden. 

### Slides
Het bedrijf heeft een groot aanbod aan soorten slides: gesloten en open ronde glijbanen, klassieke glijbanen in meerdere vakken, glijbanen waarin in rubberen banden gezeten moet worden, enzovoort. Ook de Wild River, een watercircuit met stromend water, behoort tot het aanbod.
Voorbeelden
- Sunny Beach, de waterspeelplaats in Attractiepark Slagharen
- Wildwaterbaan in Hof van Saksen
- Speed Slide en Space Bowl op Duinrell

Bijzonder is de tunnel van Speed of Sound in Walibi Holland. Dit is eigenlijk een waterglijbaan met LED-verlichting aan de binnenkant die door Van Egdom rond de achtbaan is gemonteerd.

### Rides
Het bedrijf heeft enkele rides voor attractieparken ontwikkeld:
- Hara Kiri Raft Slide, een klassieke waterglijbaan met rubberbootjes (voorbeelden in o.a. Bellewaerde (Big Chute), Bobbejaanland (Big Bang), Attractiepark Slagharen (White Water), Attractiepark Toverland)
- Aqua Shuttle, een snelle waterglijbaan met een 'slee' om op te zitten (voorbeelden in Speelland Beekse Bergen, Duinrell (Aqua Shute))
- Family Raft/Spinning Rapids Ride, een grote brede glijbaan met rubberboten waarin tot acht personen kunnen plaatsnemen (voorbeeld Niagara).
- Aqua Snake, een waterglijbaan die eruitziet als een buisvormige glijbaan in een zwembad, waarin zoals in de Hara Kiri Raft Slide met rubberbootjes gegleden wordt.

## Overige waterfaciliteiten
Naast glijbanen levert het bedrijf ook waterspeelplaatsen, sprayparken en waterspeeltoestellen.